# Terapia Bowen
Terapia Bowen (sau Tehnica Bowen) este o terapie alternativă care constă în manipulare fizică, numită după australianul Thomas Ambrose Bowen (1916–1982).
Nu există dovezi clare că această tehnică este o intervenție medicală utilă.

## Istorie
Thomas Bowen nu a avut pregătire medicală formală și a descris abordarea sa ca un „dar de la Dumnezeu”. S-a autointitulat osteopat și a încercat să se înscrie în registrul australian al osteopaților în 1981, dar nu a îndeplinit cerințele pentru acest titlu.

## Metode

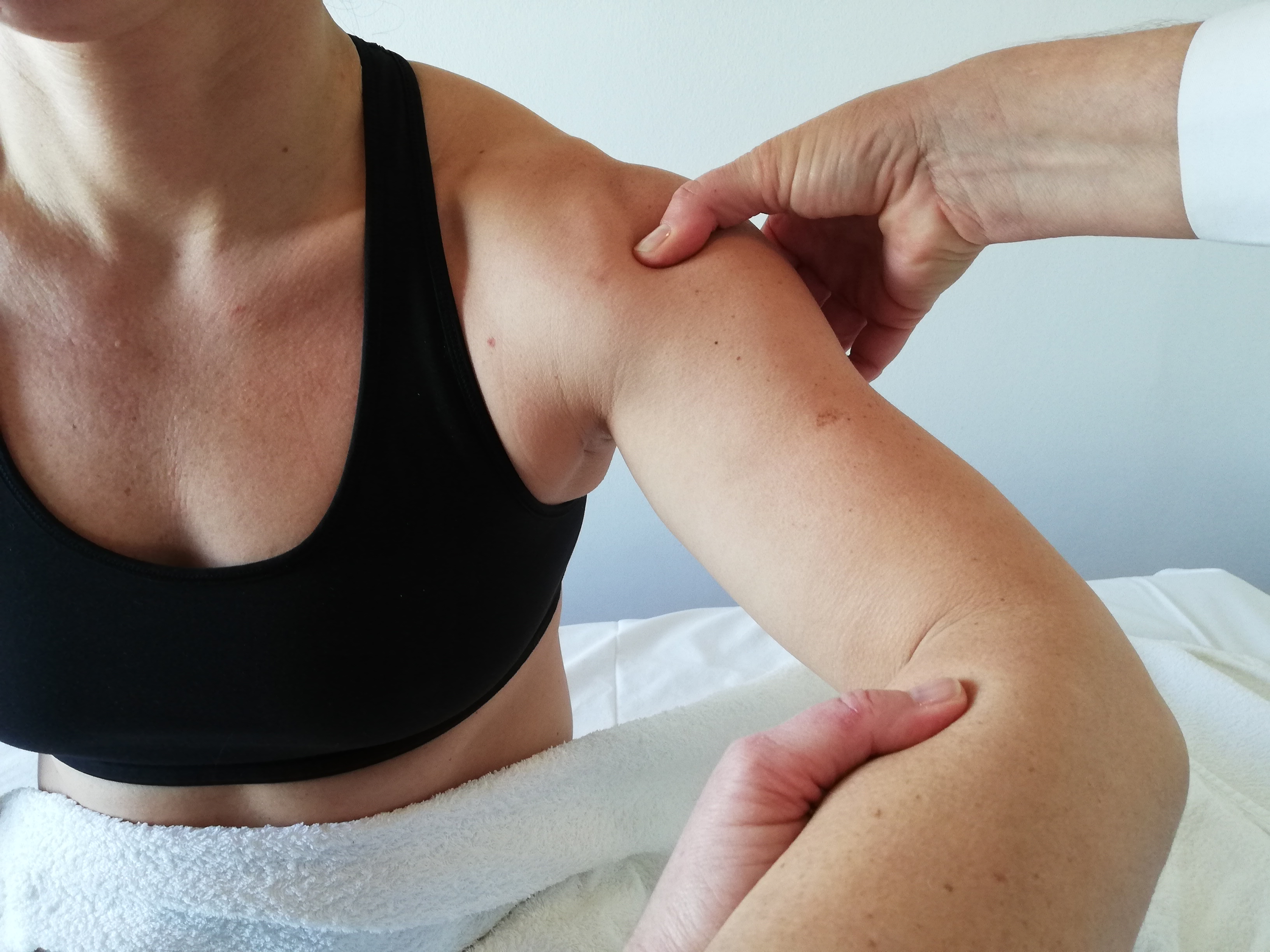
Mișcări în timpul unei sesiuni Bowen.

Pacientii sunt, în general, complet îmbrăcați. Fiecare sesiune implică, de obicei, mișcări de rulare blânde pe mușchi, tendoane și fascie. Caracteristicile distinctive ale terapiei sunt natura minimă a intervenției fizice și pauzele încorporate în tratament.

## Eficacitate
În 2015, Departamentul de Sănătate al Guvernului Australian a publicat rezultatele unei evaluări a terapiilor alternative, care a căutat să determine dacă vreuna dintre acestea ar fi potrivită pentru a fi acoperită de asigurarea de sănătate; Tehnica Bowen a fost una dintre cele 17 terapii evaluate, pentru care nu s-au găsit dovezi clare de eficacitate. 
Terapia Bowen este considerată ca fiind un „tratament discutabil”.